# سلام، دنیا (آلبوم چندآهنگه)
سلام، دنیا یا سلام، جهان (انگلیسی: Hello, World) چهارمین آلبوم چندآهنگه از خوانندۀ اهل کره جنوبی بک‌هیون است که در ۶ سپتامبر ۲۰۲۴ منتشر شد. این آلبوم از شش قطعه، از جمله «تکۀ آناناس» تشکیل شده است.

## موفقیت تجاری
با توجه به نمودار هانتو، سلام، دنیا در اولین روز انتشار بیش از ۸۹۰,۰۰۰ نسخه فروخت و رکورد جدیدی نسبت به آلبوم‌های قبلی بک‌هیون ثبت کرد.

## فهرست ترانه‌ها
| شماره    | نام              | ترانه‌سرا(ها)               | آهنگساز(ها)                                                    | تهیه‌کننده(ها)     | زمان  |
| -------- | ---------------- | -------------------------- | -------------------------------------------------------------- | ----------------- | ----- |
| ۱.       | «صبح بخیر»       | کولد                       | - کولد - بیس‌کمپ                                                | - کولد - بیس‌کمپ   | ۳:۲۳  |
| ۲.       | «تکۀ آناناس»     | - پارک ته-وون - شاکا فیلیپ | - الجی - شاکا - فرور نوآ - تی‌ام‌ام - دم ریوینیوس                | - الجی - ریوینیوس | ۳:۱۵  |
| ۳.       | «قرار»           | کولد                       | - رویال دایو - جانی                                            | رویال دایو        | ۳:۳۲  |
| ۴.       | «قلب سرد»        | پارک                       | - رابرت زف ریسنیک - ناثان دی‌روکو                               | رِز                | ۲:۳۱  |
| ۵.       | «وو»             | - دات‌تو - رون - جین        | - دات‌تو - درس - آندا-یونگ                                      | درس               | ۳:۱۲  |
| ۶.       | «حقیقت گفته شود» | کانگ اون-جونگ              | - سوپر مایلز - تی‌کی کیمبی - جوزف لامرکیر - دوین تریسی - تی‌ام‌ام | - مایلز - کیمبی   | ۲:۵۳  |
| زمان کل: | زمان کل:         | زمان کل:                   | زمان کل:                                                       | زمان کل:          | ۱۸:۴۶ |